# Acer amamiense
Acer amamiense är en kinesträdsväxtart som beskrevs av T. Yamazaki. Acer amamiense ingår i släktet lönnar, och familjen kinesträdsväxter. Inga underarter finns listade i Catalogue of Life.